# Cutie Honey
Pour plus de détails, voir Fiche technique et Distribution.
Cutie Honey (キューティーハニー, Kyūtī Hanī) est un film japonais réalisé par Hideaki Anno, sorti en 2004, d'après le manga Cutey Honey, de Go Nagai.

## Synopsis
Honey Kisaragi, modeste employée de bureau très naïve, est en fait une gynoïde capable de se transformer en Cutie Honey, la Guerrière de l'Amour. Quand Sister Jill et son organisation criminelle Panther Claws apparaît, Cutie Honey s'oppose à elle. Elle sera aidée par une inspectrice, et un mystérieux journaliste.

## Fiche technique
- Titre : Cutie Honey
- Titre original : キューティーハニー (Kyūtī Hanī)
- Réalisation : Hideaki Anno et Shingo Araki
- Scénario : Hideaki Anno et Rumi Takahashi, d'après le manga Cutey Honey, de Go Nagai.
- Production : Morio Amagi et Motoo Kawabata
- Character design: Shingo Araki
- Musique : Koda Kumi et Mikio Endo
- Photographie : Kosuke Matsushima
- Montage : Hideaki Anno et Koji Okuda
- Décors : Hisashi Sasaki
- Pays d'origine : Japon
- Langue : japonais
- Format : Couleurs - 1,85:1 - Dolby Digital - 35 mm
- Genre : Action, comédie
- Durée : 94 minutes
- Date de sortie : 29 mai 2004 (Japon)

## Distribution
- Eriko Sato (VF : Marie Zidi) : Honey Kisaragi/Cutie Honey
- Jun Murakami (VF : Bruno Magne) : Seiji Hayami
- Mikako Ichikawa (VF : Agnès Manoury) : Natsuko Aki
- Eisuke Sakai (VF : Danièle Hazan) : Sister Jill
- Mitsuhiro Oikawa (VF : Jérome Keen) : Black Claw
- Sie Kohinata (VF : Laurence Bréheret) : Cobalt Claw
- Hairi Katagiri (VF : Dolly Vanden) : Gold Claw
- Mayumi Shintani (VF : Danièle Hazan) : Scarlet Claw
- Masaki Kyomoto : Ryo
- Hideko Yoshida (VF : Nathalie Bleynie) : Kyoto Onitani
- Ryuhei Matsuda : Client de la NSA

*Version Française réalisée aux studios VSI Paris -  Chinkel S.A. sous la direction de Danièle Hazan.

## Autour du film
- On peut apercevoir Go Nagai, le créateur du manga originel, dans la BMW sur laquelle atterrit Cutie Honey lors de son combat avec Black Claw.
- Le studio Gainax a réalisé Re: Cutie Honey, un anime en trois épisodes qui fait suite à ce film.